# Médaille Albert-Einstein
Ne doit pas être confondu avec Prix mondial des sciences Albert-Einstein ou Prix Albert Einstein.
La médaille Albert-Einstein est remise par la Société Albert-Einstein (en) de Berne depuis 1979. Elle est décernée annuellement à des personnes qui ont « rendu des services exceptionnels » en rapport avec l'œuvre d'Albert Einstein.

## Lauréats
- 1979 : Stephen Hawking
- 1982 : Friedrich Traugott Wahlen
- 1983 : Hermann Bondi
- 1984 : Victor Weisskopf
- 1985 : Edward Witten
- 1986 : Rudolf Ludwig Mössbauer
- 1987 : Jeanne Hersch
- 1988 : John Wheeler
- 1989 : Markus Fierz
- 1990 : Roger Penrose
- 1991 : Joseph Hooton Taylor
- 1992 : Peter Bergmann
- 1993 : Max Flückiger et Adolf Meichle
- 1994 : Irwin Shapiro
- 1995 : Chen Ning Yang
- 1996 : Thibault Damour
- 1998 : Claude Nicollier
- 1999 : Friedrich Hirzebruch
- 2000 : Gustav Andreas Tammann
- 2001 : Johannes Geiss et Hubert Reeves
- 2003 : George Fitzgerald Smoot
- 2004 : Michel Mayor[1]
- 2005 : Murray Gell-Mann
- 2006 : Gabriele Veneziano
- 2007 : Reinhard Genzel
- 2008 : Beno Eckmann
- 2009 : Kip Thorne
- 2010 : Hermann Nicolai (de)
- 2011 : Adam Riess et Saul Perlmutter
- 2012 : Alain Aspect[2]
- 2013 - Roy Kerr
- 2014 - Thomas Kibble
- 2015 - Stanley Deser et Charles Misner
- 2016 : Alexeï Iourievitch Smirnov
- 2017 : LIGO Scientific Collaboration and the Virgo Collaboration
- 2018 : Juan Martín Maldacena[3]
- 2019 : Clifford Martin Will
- 2020 : Event Horizon Telescope
- 2023 : Luc Blanchet

## Voir également
- Liste de prix de physique